# Rhysodesmus cumbres
Rhysodesmus cumbres är en mångfotingart som beskrevs av Chamberlin 1943. Rhysodesmus cumbres ingår i släktet Rhysodesmus och familjen Xystodesmidae. Inga underarter finns listade i Catalogue of Life.